# Theo Sander
Theo Nicolini Sander (født 8. januar 2005) er en dansk professionel fodboldspiller, der spiller som målmand for den danske superligaklub Odense Boldklub, lejet fra F.C. København. Sander spiller tillige for det danske U/21-fodboldlandshold.

## Klubkarriere

### AaB
Som ungdomsspiller spillede Sander for lokale jyske klubber, før han i 2017 meldte sig ind i AaB i en alder af 12 år. Han blev udtaget til kamp i Superligaen første gang i april 2021 og sad på bænken i 14 kampe i 2021–22-sæsonen, dog uden at få debut.
I februar 2022 forlængede Sander med AaB til sommeren 2025. Den 28. august 2022 fik Sander som 17-årig sin superligadebut i en kamp mod Randers FC, hvor Aab tabte, efter en pasning fra Sander blev opsnappet og herefter førte til scoring. Med sin debut blev Sander den yngste målmand i Superligaens historie.
Sander opnåede 15 kampe for AaB (14 i Superligaen og 1 pokalkamp), inden han blev solgt til F.C. København.

### F.C. København
Den 20. juli 2023 blev det offentliggjort, at Theo Sander skiftede til F.C. København på en kontrakt til sommeren 2028. Han fik debut for FCK den 18. august 2023 i en superligakamp mod Hvidovre IF. Sander fik imidlertid en knæskadet i en U19-kamp i september 2023, og skaden holdt ham ude indtil september 2024. Han fik comeback som målmand i Superligaen, da ham den 10. november 2024 erstattede Nathan Trott, der efter svingende præstationer var blevet sat af. Sander formåede imidlertid ikke permanent at overtage pladsen som førstemålmand efter Trott, og efter et par kampe, blev han atter reserve.
Sander nåede 6 kampe for FCK (4 i Superligaen, 1 pokalkamp og en kamp i Conference League).

### Hvidovre IF
Sander blev i forårssæsoen udlejet af FCK til 1. divisionsklubben Hvidovre IF, hvor han fik fast spilletid og stod i 13 kampe i forårssæsonen (heraf 4 pokalkampe).

### Odense Boldklub
Efter udløbet af lejeperioden i Hvidovre blev Sander udlejet til nyoprykkerne Odense Boldklub på en lejeaftale med en købsoption. 

## Landsholdskarriere
Theo Sander har spillet en række kampe for de danske ungdomslandshold. 
Han blev udtaget til U/21-landholdet til EM-slutrunden i 2025, men fik ikke kampe i turneringen. 